# Cliffhanger - L'ultima sfida
Cliffhanger - L'ultima sfida (Cliffhanger) è un film del 1993 diretto da Renny Harlin.
Il protagonista è l'attore e regista Sylvester Stallone. Il film fu un buon successo commerciale incassando 255 000 211 dollari, a fronte dei 70 milioni spesi per produrlo, e ricevette tre candidature ai premi Oscar.

## Trama
I ranger del soccorso alpino Gabe Walker, la sua ragazza Jessie Deighan e Frank cercano di salvare il loro collega ranger, Hal Tucker, e la sua ragazza, Sarah, bloccati nelle Montagne Rocciose del Colorado. L'imbracatura di Sarah si rompe e lei precipita nel vuoto e muore, nonostante gli sforzi di Gabe per salvarla. Hal incolpa un Gabe, tormentato dai sensi di colpa, che lascia il servizio di ranger.
Otto mesi dopo, Gabe torna per recuperare le sue cose e convincere Jessie ad andare con lui, ma lei rifiuta. Nel frattempo, uno psicopatico ex agente dell'intelligence militare Eric Qualen orchestra la rapina di oltre 100 milioni di dollari in tre valigie di banconote non circolate. L'agente traditore del Tesoro statunitense Richard Travers dirotta il 'McDonnell Douglas DC-9' che trasportava il denaro, sparando ai membri della sua squadra e tentando di trasferire le valigie a mezz'aria a Qualen e alla sua squadra di mercenari a bordo di un Lockheed JetStar. Uno degli agenti feriti spara ai ladri prima che il DC-9 esploda, costringendo il JetStar a schiantarsi sulle Montagne Rocciose e disperdendo le valigie sul fianco della montagna. Nel frattempo, gli agenti dell'FBI Hayes e Michaels visitano l'agente del Tesoro Walter Wright, superiore di Travers, e lo avvertono del passato di Qualen e del fatto che è dotato delle risorse e dell'esperienza per organizzare la rapina.
Hal è amareggiato per la morte di Sarah e risponde a una falsa richiesta di soccorso dei mercenari, mentre Jessie convince Gabe ad aiutarlo. Lui e Hal vengono fatti prigionieri da Qualen, Travers e dai loro complici Kristel, Kynette, Delmar, Ryan e Heldon. Usando il localizzatore di Travers, Hal e Gabe ricevono l'ordine di rintracciare la prima valigetta in cima a una ripida parete rocciosa. Gabe viene legato e costretto ad arrampicarsi senza giubbotto e imbracatura, rischiando di morire assiderato, per recuperare la valigetta, ma Hal lo avverte che Qualen lo ucciderà e Gabe gli taglia la corda prima che possa essere tirato giù. Heldon apre il fuoco e viene ucciso dalla valanga che ne consegue, il che porta Qualen a credere che Gabe sia morto ma invece è vivo e che durante la valanga, prima di salvarsi, lancia nel vuoto la valigetta contenente il denaro.
Mentre Hal è costretto a guidare i mercenari in avanti, Gabe corre avanti e trova Jessie in una vecchia stazione dei ranger. Recuperano l'attrezzatura da alpinismo e raggiungono la seconda cassa prima che Qualen arrivi al calar della notte, bruciando i soldi per scaldarsi e lasciandogli un messaggio provocatorio: "Vuoi fare uno scambio?". Usando visori notturni, Ryan individua Gabe e Jessie, ma Gabe lo acceca con un razzo e i due scivolano giù per un pendio. Ryan precipita oltre il bordo di una parete rocciosa, morendo in una gola. La mattina dopo, Gabe e Jessie corrono per precedere Qualen all'ultima cassa, mentre Hal cerca di mettere in guardia due giovani scalatori, Evan e Brett, prima che gli uomini di Qualen aprano il fuoco. Brett viene ucciso, ma Evan, ferito, si lancia dalla montagna e si lancia con il paracadute per mettersi in salvo.
Frank, che esplora la montagna in elicottero alla ricerca dei suoi amici, salva Evan. Kynette affronta Gabe in una brutale scazzottata in una grotta, ma Gabe lo impala su una stalattite. Hal lo avverte che la banda ha piazzato degli esplosivi sopra la grotta, e Gabe e Jessie riescono a salvarsi per un pelo. I mercenari fermano Frank con il suo elicottero di soccorso e Delmar gli spara mortalmente. Quando Travers tenta di tradire gli altri, Qualen lo costringe a rimanere uccidendo Kristel, che fino a quel momento era lei il pilota, dichiarando allo stesso Travers che adesso è rimasto lui come unico pilota.
Mentre i mercenari si dividono per cercare l'ultima valigetta, Hal pugnala Delmar alla gamba destra con il coltello di Frank, poi lo uccide con il suo fucile e fugge, mentre Gabe recupera i soldi dell'ultima valigetta. Pianta il radiofaro su un coniglio per frustrare un Travers sempre più sconvolto, che inveisce contro Qualen tramite walkie-talkie, permettendo alle autorità di rintracciare la loro posizione. Inseguito da Travers, Gabe cade in un fiume ghiacciato ma uccide ugualmente Travers attraverso il ghiaccio con una pistola a chiodi da arrampicata, venendo poi salvato da Hal.
Jessie fa un segnale all'elicottero di soccorso, credendo che si tratti di Frank, trattandosi invece di Qualen, che la prende in ostaggio, poi contatta via radio Gabe intimandogli di consegnargli il denaro. Incontratisi in cima alle scogliere, Qualen libera Jessie, ma Gabe lancia il sacco di soldi contro le pale del rotore dell'elicottero, sminuzzando il denaro, e lega il cavo del verricello dell'elicottero a una scala a pioli sulla scogliera. Hal aiuta ad abbattere l'elicottero, che pende dalla scogliera con Gabe e Qualen sopra i rottami. Gabe combatte contro Qualen e si mette in salvo mentre i rottami cadono dalla scogliera, uccidendo Qualen. Le autorità giungono mentre Gabe si riunisce a Jessie e Hal.

## Produzione
Il film è stato prodotto dalla collaborazione tra molte associazioni: Carolco Pictures, Canal+, Pioneer Corporation, RCS Video, e Cliffhanger Productions.
Gli effetti speciali sono stati creati da numerose aziende: Boss Film Studios, The Burman Studio, Cinema Research, Cinesite, Digital Magic Company, The Magic Camera Company, Pacific Data Images (PDI), Spectrum Effects, Video Image, Visual Concept Engineering (VCE), Zoptic. Per il ruolo di Jessie Deighan si era inizialmente pensato a Dana Delany, ma alla fine fu scelta Janine Turner. TriStar Pictures aveva programmato nel 1994 un sequel, chiamato The Dam, anche se il progetto alla fine non andò a buon fine. Il film è stato criticato per la sua rappresentazione non realistica dell'arrampicata in montagna.
Il cantante, compositore e musicista britannico Bryan Ferry è stato brevemente tenuto in considerazione per il ruolo di Eric Qualen, passato poi a John Lithgow. Nella pellicola sono apparsi 31 alpinisti molto famosi, tra cui Ron Kauk e Wolfgang Güllich. La controfigura di Stallone durante le scene di free climbing è appunto Güllich, uno dei più grandi arrampicatori di tutti i tempi. È stato il primo ed ultimo film a cui ha preso parte, poiché è morto in un incidente automobilistico il 29 agosto 1992, a soli 32 anni. Il film è stato infatti dedicato a lui. La scena in cui un criminale spara verso un coniglio, che aveva con sé il chip di localizzazione dei soldi, originariamente prevedeva la morte dell'animale, ma Stallone sborsò 100 000 dollari per rigirare quella scena e togliere l'uccisione del coniglio dal film. Inizialmente il film era intitolato Gale Force.
Renny Harlin voleva inizialmente affidare la parte di Stallone a Kevin Costner, anche se la produzione gli aveva chiesto di affidarla a Sly, perché voleva uno con un fisico da alpinista e non uno da sollevamento pesi, anche perché Stallone veniva da due flop: Oscar - Un fidanzato per due figlie e Fermati, o mamma spara, quindi non voleva un attore in declino. Sapeva anche che Sly vuole dire sempre la sua per modificare il copione, ma un pranzo con Stallone, organizzato dai produttori ha cambiato le cose e c'è stato un chiarimento.
Il film è nel Guinness dei Primati per la più costosa acrobazia aerea mai eseguita. La scena in cui Travers salta da un jet all'altro da un'altezza di 15 000 piedi è stata fatta senza l'ausilio di dispositivi di sicurezza o della computer grafica. La compagnia di assicurazione a cui si era rivolto il film rifiutò di assicurare uno stuntman per quella scena, facendo sì che Sylvester Stallone proponesse di ridurre la sua paga in modo che il film potesse andare avanti. Lo stunt che ha eseguito la scena è Simon Crane. A causa della sua pericolosità, la scena è stata eseguita solo una volta. La scena iniziale dove Sarah scivola dalla mano di Gabe, è stata eseguita più volte; questo perché il guanto che indossava la donna era troppo stretto per far sì che scivolasse, tranne naturalmente se lo si fosse tolto di proposito.
La Carolco Pictures aveva inizialmente proposto a Stallone di apparire al fianco di John Candy in una commedia diretta da John Hughes. La trama del film sarebbe ruotata intorno alle faide tra due vicini di casa. Quando il progetto è stato abbandonato, Stallone è stato convinto a comparire in Cliffhanger. Il budget per la realizzazione della pellicola ammonta a circa 70 milioni di dollari. Stallone per questo film ha percepito 15 milioni di dollari.

### Riprese
Le scene sono state girate dall'11 aprile al 19 agosto 1992.
Le riprese non sono state eseguite negli Stati Uniti d'America, ma in Italia, soprattutto a Cortina d'Ampezzo in Veneto, nel rifugio Lagazuoi, e nel Trentino-Alto Adige. 

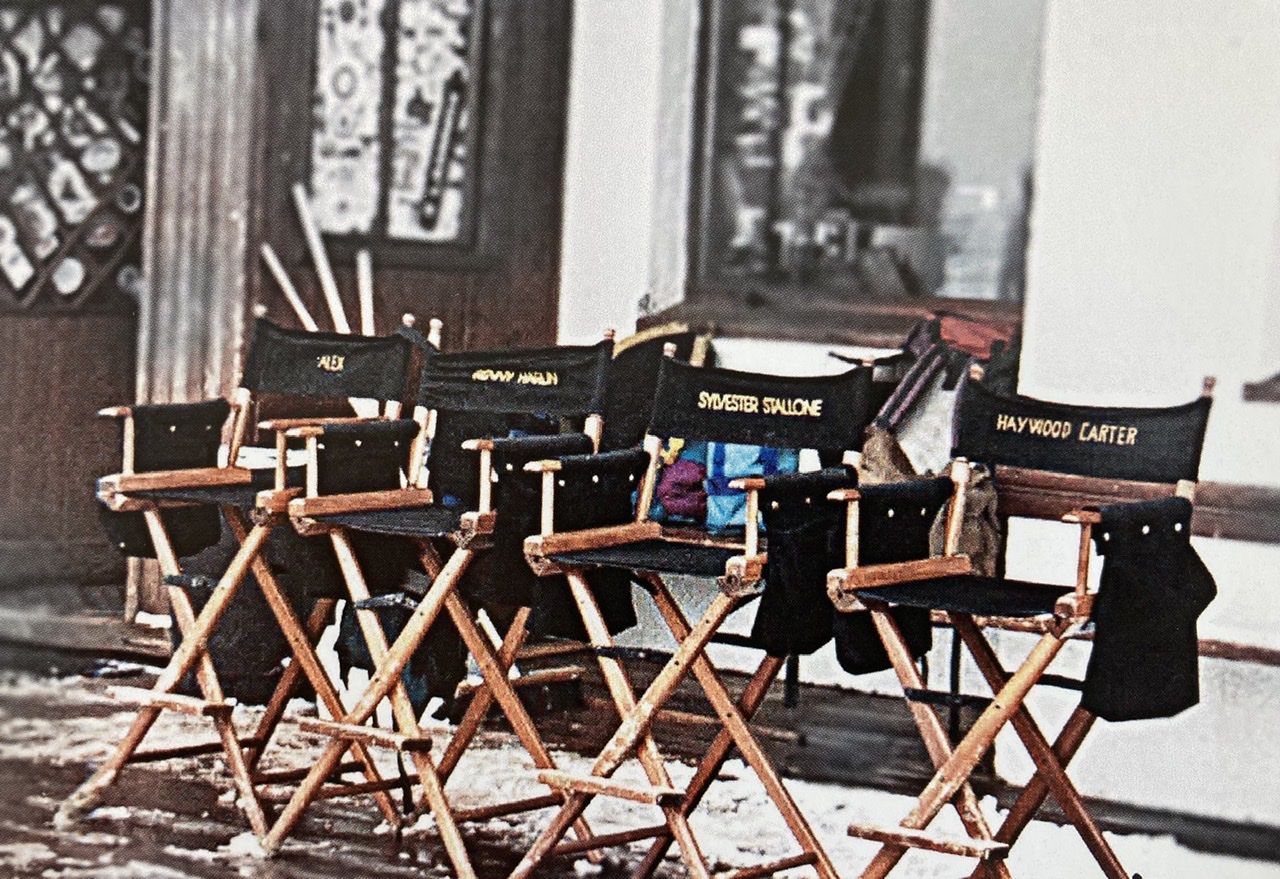
Alcune sedie del set davanti all'ingresso del rifugio Lagazuoi

Le scene degli uffici sono state girate nell'ex Centro Direzionale Alitalia alla Magliana, abbandonato nel 2010 e ora demolito. Le Dolomiti sono ritenute molto più spettacolari e scenografiche delle montagne statunitensi. Nello specifico, la scena iniziale dell'incidente mortale è stata girata sulle Torri del Vajolet nel gruppo del Catinaccio e altre scene fra cui quella dell'inseguimento sul ponticello sospeso della via ferrata Ivano Dibona nel gruppo del Cristallo. Il ponte è stato ricostruito dopo il film.
Altre scene sono state girate all'arrivo della Funivia del monte Faloria, da cui si nota il panorama sulle tre Tofane e sulla Croda da Lago. La capanna è stata costruita sul torrente Boite, a Fiames, vicino all'eliporto di Cortina d'Ampezzo. L'acrobazia aerea (tra un apparecchio e l'altro) che prevede il trasferimento del bottino con il relativo passaggio dei terroristi, è stato invece girato negli Stati Uniti, poiché la scena è illegale in Europa. La scena in questione e gli stunt sono costati oltre 1 milione di dollari al film.

### Colonna sonora
La colonna sonora del film è stata composta e prodotta da Trevor Jones. Essa è stata distribuita due volte: prima dalla Scotti Bros./BMG Music il 23 maggio 1993, e poi (nella versione estesa) dalla Intrada Records il 21 febbraio 2011.

## Tagline
Le tagline del film sono le seguenti:
- Hang on!
  - Un attimo!
- The height of adventure.
  - L'altezza dell'avventura.

## Distribuzione
La pellicola è stata presentata in anteprima mondiale al Festival di Cannes il 20 maggio 1993.

### Data di uscita
Alcune date di uscita internazionali nel corso del 1993 sono state:
- 28 maggio 1993 negli Stati Uniti (Cliffhanger)[22]
- 25 giugno 1993 nel Regno Unito (Cliffhanger)[23]
- 29 luglio 1993 in Germania (Cliffhanger – Nur die Starken überleben)[24]
- 6 ottobre 1993 in Francia (Cliffhanger : Traque au sommet)[25]
- 29 ottobre 1993 in Italia[26]
- 4 dicembre 1993 in Giappone (クリフハンガー (映画))[27]

### Censura
Il film, a seconda del paese di proiezione, ha avuto una censura più o meno "severa": in Argentina è stato vietato ai minori di 16 anni; in Australia è stato sconsigliato ai minori di 15 (è stato valutato M); in Finlandia originariamente ai minori di 18, successivamente ai minori di 16; in Germania originariamente è stato vietato ai minori di 18 nella versione integrale e 16 in quella censurata, poi è stato proibito ai minori di 16 nella versione integrale del film (quand'è stato riproposto sugli schermi nel 2013); in Grecia ai minori di 17; in Islanda ai minori di 16; in Irlanda ai minori di 15; nei Paesi Bassi ai minori di 16; in Nuova Zelanda ai minori di 16; in Norvegia ai minori di 18 nella versione integrale e 15 in quella censurata; in Perù ai minori di 18; nelle Filippine ai minori di 18; in Portogallo ai minori di 12; in Corea del Sud ai minori di 12 nei cinema e 15 in DVD; in Spagna ai minori di 15; in Regno Unito ai minori di 15. A Singapore era stato originariamente classificato come PG, ovvero visibile anche dai bambini con la presenza di un adulto, per poi essere vietato ai minori di anni 16. Negli Stati Uniti d'America la Motion Picture Association of America (MPAA) ha valutato il film con il certificato n° 31.997 R (restricted), ovvero vietato ai minori di 17 anni non accompagnati dai genitori.

### Edizione italiana

#### Doppiaggio
Il doppiaggio originale del film venne eseguito dalla C.D.C. negli stabilimenti di Penta Film sotto la direzione di Cesare Barbetti e su dialoghi di Alberto Piferi. Nel 2010, in occasione dell'uscita in Italia dell'edizione in DVD a opera delle società Universal Pictures Italia e StudioCanal, è stato effettuato un ridoppiaggio dalla Dubbing Brothers Int. Italia sotto la direzione di Anna Rita Pasanisi e basato sugli stessi dialoghi del primo doppiaggio: tra i personaggi principali, solo quelli di Eric Qualen, Hal Tucker, Frank, Richard Travers e Kristel hanno mantenuto le voci di Dario Penne, Alessandro Rossi, Luciano De Ambrosis, Antonio Sanna e Isabella Pasanisi in entrambe le edizioni.

### Home video
Cliffhanger - L'ultima sfida esce in DVD per la prima volta in Italia nel 2004. La Cecchi Gori Group ne distribuisce due edizioni: a febbraio una speciale a 2 DVD e a giugno a disco singolo. Nel DVD edito da Cecchi Gori si può trovare il doppiaggio originale cinematografico in 5.1 DTS e Dolby Digital.
Sette anni dopo, il 21 luglio 2010, Universal fa uscire una nuova edizione DVD del film, e questa volta il film presenta un ridoppiaggio, in stereo 2.0.
Il 19 luglio 2017 Eagle Pictures riedita Cliffhanger in DVD e per la prima volta in Blu-ray, nella collana Gli indimenticabili, ma senza recuperare il doppiaggio d'epoca. L'audio è lo stesso del DVD Universal, ma in 2.0 DTS-HD.
Il 26 settembre 2019 la Eagle ne didtribuisce un'edizione combo Blu-ray UHD + Blu-ray, per la collana 4Kult. Il doppiaggio d'epoca viene recuperato ma incluso solamente nel disco 4K, in 2.0 DTS-HD, privo di alcuni frammenti, in cui intervengono i sottotitoli.

## Accoglienza

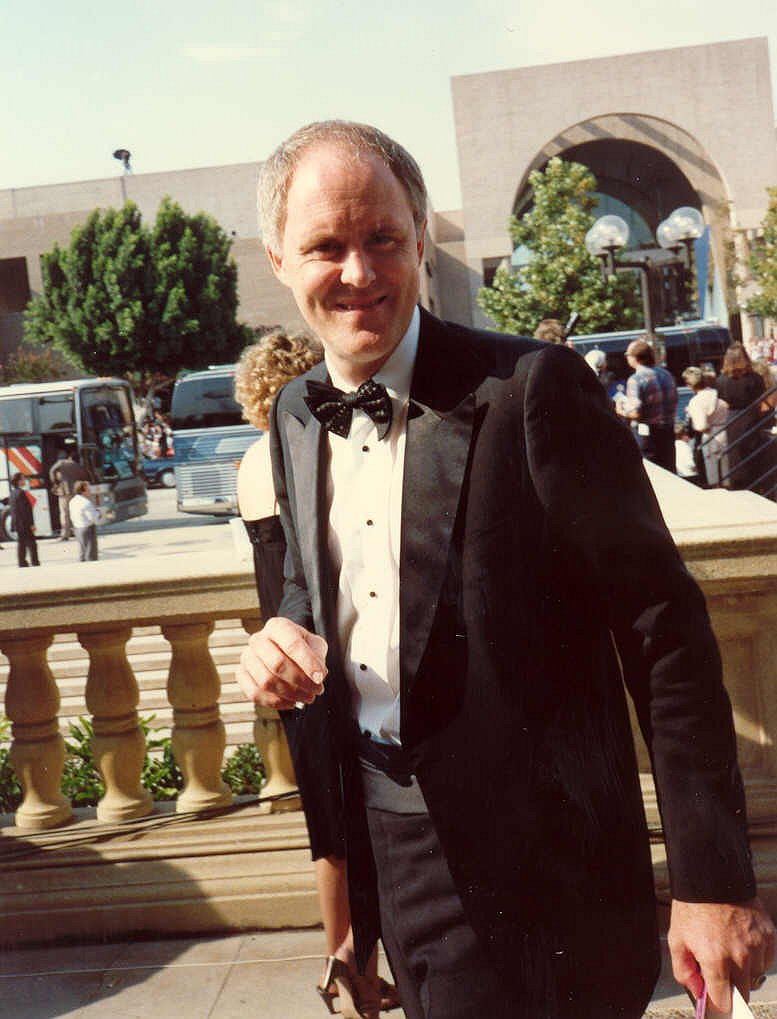
John Lithgow interpreta il ruolo di Eric Qualen.

### Critica
Il film riceve un'accoglienza abbastanza positiva: su Comingsoon 3,7/5, su MYmovies.it 3,84/5, su Movieplayer.it 2,5/5.
Massimo Bertarelli del quotidiano il Giornale.

### Incassi
Negli Stati Uniti d'America il guadagno nel primo week-end di apertura incassa $ 16 176 967. L'incasso totale in patria ammonta a 84 049 211 $ (equivalente al 30% dell'incasso globale), mentre nel resto del mondo 170 951 000 $, di cui 7 834 921 £ nel Regno Unito, 5 710 687 € in Spagna, e 22 202 851 kr in Svezia. L'incasso globale ammonta a 255 000 211 $.

## Riconoscimenti
- 1994 – Premio Oscar
  - Candidatura al miglior sonoro a Michael Minkler, Bob Beemer e Tim Cooney
  - Candidatura al miglior montaggio sonoro a Wylie Stateman e Gregg Baxter
  - Candidatura ai migliori effetti speciali a Neil Krepela, John Richardson, John Bruno e Pamela Easley
- 1994 – MTV Movie Award
  - Candidatura alla miglior sequenza d'azione (La sequenza iniziale)
- 1994 – Awards of the Japanese Academy
  - Candidatura al miglior film straniero
- 1994 – ASCAP Film and Television Music Awards
  - Top Box Office film a Trevor Jones
- 1994 – Cinema Audio Society
  - Miglior risultato nel mixaggio sonoro in un film a Michael Minkler, Bob Beemer e Tim Cooney

## Videogiochi
La Sony pubblicò due videogiochi con la licenza del film, di sviluppatori diversi, entrambi non all'altezza del successo che ebbe il film:
- Cliffhanger (1993) per SNES, Mega Drive e Mega CD, un picchiaduro a scorrimento con fasi di arrampicata e, solo su Mega CD, di snowboarding.
- Cliffhanger (1994) per Amiga, Game Boy, Game Gear e NES, un videogioco a piattaforme.